# Armand Mouyal
Armand Mouyal (13. října 1925 Oran, Alžírsko – 15. července 1988 Bures-sur-Yvette, Francie) byl francouzský sportovní šermíř, který se specializoval na šerm kordem. Francii reprezentoval v padesátých a šedesátých letech. Na olympijských hrách startoval v roce 1952, 1956 a 1960 v soutěži jednotlivců a družstev. Mezi jednotlivci obsadil nejlépe sedmé místo na olympijských hrách 1960. S francouzským družstvem kordistů vybojoval na olympijských hrách 1956 bronzovou olympijskou medaili. V roce 1957 získal titul mistra světa v soutěži jednotlivců. S francouzským družstvem kordistů získal titul mistra světa v roce 1951.